# The Boy Is Mine (dal)
A The Boy Is Mine Brandy és Monica amerikai énekesnők duettje. Brandy Never Say Never és Monica The Boy Is Mine című stúdióalbumának is első kislemeze. Minden idők egyik legsikeresebb R&B-dala. Az USA-ban a Billboard Hot 100 slágerlista 1. helyére került és kétszeres platinalemez. Rekordnak számító tizenhárom hetet töltött a Billboard slágerlisták élén, és a két énekes Grammy-díjat kapott érte legjobb R&B-előadás duótól vagy csapattól kategóriában.
A dalt Brandy Norwood, LaShawn Daniels, Fred Jerkins III és Rodney „Darkchild” Jerkins eredetileg Brandy második albumára írta, végül azonban mindkettejük albumán szerepelt. Szövegét, melyben két lány összevesz egy fiún, Paul McCartney és Michael Jackson 1982-ben megjelent The Girl Is Mine című duettje ihlette. A The Boy Is Mine a The Billboard Hot 100 legjobb dalainak listáján az 54. helyen szerepel.

## Felvételek
A dal megjelenése idejében a szóbeszéd úgy tartotta, Brandy és Monica nem kedveli egymást. A pletykát mindketten tagadták, és Brandy kijelentette, a dallal megpróbálták kifigurázni a helyzetet, amit mindenki olyan komolynak tartott. Monica Los Angelesbe utazott, hogy ott vegye fel a dalt Brandyvel és Rodney Jerkinsszel, de nem volt elégedett az eredménnyel, ezért visszatért Atlantába és a saját részét külön énekelte fel, Dallas Austin segítségével.
A dalra utalás történik Mobb Deep és Nas 1999-ben megjelent It's Mine című dalában, zeneileg és szöveg tekintetében is.

## Fogadtatása
A The Boy Is Mine tizenhárom hétig vezette az amerikai Billboard Hot 100 és tizenöt hétig a kanadai kislemezslágerlistát. Az 1990-es évek egyik legsikeresebb kislemeze lett, kétmilliónál is több példányban kelt el. Világszerte mindkét énekesnőnek ez lett az első nagyobb slágere; Japánban, Hollandiában és Új-Zélandon listavezető lett, a brit kislemezlista 2., a svéd és az ausztrál lista 3. helyéig jutott. Az USA-ban az 1998. június 6-ával kezdődő héten a 23. helyről ugrott fel az elsőre, ezzel a legnagyobb ugrást hajtotta végre a Billboard Hot 100 történetében. Az első helyről a Billboard Hot 100-on Mariah Carey My All című számát, a nemzetközi egyesített slágerlistán Celine Dion My Heart Will Go Onját taszította le, a The Boy Is Mine-t pedig mindkét listán az Aerosmith I Don't Want to Miss a Thingje váltotta az első helyen. A Billboard Hot R&B/Hip-Hop Singles & Tracks listának az első helyére szintén a június 6-ával kezdődő héten került fel, leszorítva Janet Jackson I Get Lonely című számát.
Ázsiában ezzel futott be az R&B, mint zenei stílus, ami korábban nem volt népszerű. A dal nyolc hétig vezette az Asia Hitlistet, ezzel minden R&B-dal közül ez tartózkodott a legtovább az első helyen egészen Mariah Carey We Belong Togetheréig (2005). Vitatott, hogy az első ázsiai listavezető R&B-dal ez volt vagy Mariah Honey című száma (1997). A The Boy Is Mine-t követően Brandynek és Monicának is lett még egy ázsiai slágere a második albumáról, a Have You Ever? és az Angel of Mine.
A kritikai fogadtatás nem mindenhol volt kedvező; megjegyezték, hogy semmi nincs benne „abból a lelket lemeztelenítő látványosságból, amit akkor kapnánk, ha Faith Evans és Mary J. Blige énekelte volna; a két fiatal lány csak másodhegedűs a dal erős basszusa mellett és olyan halkan énekel, hogy azt hinnénk, féltek, hogy a tanár meghallja őket.”

## Videóklip és remixek
A dal videóklipjét Joseph Kahn rendezte. A klip először külön, a szobájukban mutatja a tévét néző lányokat. Brandy a The Jerry Springer Showt nézi, aminek epizódcíme The Boy Is Mine, Monica ekkor azonban véletlenül átkapcsolja Brandy tévéjét egy romantikus filmre, amit ő maga néz. Bármelyikük kapcsolja el a tévét, a másik tévéje is ugyanarra a csatornára vált. Ekkor feladják és énekelni kezdenek. A következő jelenetben Brandy és Monica is a barátaival beszélget a problémáról.
A fiút, akin vitatkoznak, Mekhi Phifer játssza, aki Brandy barátját alakította a Még mindig tudom, mit tettél tavaly nyáron című filmben. A következő jelenetben ő is megjelenik a két lány lakása előtt, nem tudja, kit válasszon, és nem is derül ki a klipből, melyiküket választja végül. A klipet 1998-ban két MTV Video Music Awardra is jelölték, a legjobb R&B videóklip és az év videóklipje kategóriában.

### Hivatalos remixek, változatok
- The Boy Is Mine (A Cappella) – 4:50
- The Boy Is Mine (Album Version) – 4:55
- The Boy Is Mine (Club Mix)
- The Boy Is Mine (Darkchild Remix) feat. Shaunta – 3:55
- The Boy Is Mine (No Scrubs Mix) feat. TLC – 4:33
- The Boy Is Mine (Radio Edit without Intro) – 4:00
- The Boy Is Mine (Radio Edit with Intro) – 4:00

## Számlista
| CD kislemez 1. The Boy Is Mine (Album Version) 2. The Boy Is Mine (Instrumental) CD kislemez (Európa) 1. The Boy Is Mine (Radio Edit without Intro) – 4:00 2. The Boy Is Mine (Club Version) – 7:40 CD maxi kislemez (Európa) 1. The Boy Is Mine (Radio Edit without Intro) – 4:00 2. The Boy Is Mine (Radio Edit with Intro) – 4:00 3. The Boy Is Mine (LP Version) – 4:51 4. The Boy Is Mine (Club Version) – 7:40 CD maxi kislemez (USA, Kanada) 1. The Boy Is Mine (Album Version) – 4:54 2. The Boy Is Mine (Club Mix) – 7:42 3. The Boy Is Mine (Radio with Intro) – 4:02 4. The Boy Is Mine (Album Instrumental) – 4:54 5. The Boy Is Mine (A Cappella) – 4:30 | 12" maxi kislemez (USA) 1. The Boy Is Mine (Club Mix) – 7:40 2. Top of the World Part 2 (Club Mix) – 5:15 3. Top of the World Part 2 (Instrumental) – 5:15 12" maxi kislemez (Egyesült Királyság, Európa) 1. The Boy Is Mine (Radio Edit without Intro) – 4:00 2. The Boy Is Mine (Radio Edit with Intro) – 4:00 3. The Boy Is Mine (LP Version) – 4:51 4. The Boy Is Mine (Club Version) – 7:40 12" maxi kislemez (USA) 1. The Boy Is Mine (Extended Mix) – 7:40 2. The Boy Is Mine (A Cappella) – 4:30 3. The Boy Is Mine (Album Version) – 4:52 4. The Boy Is Mine (Album Instrumental) – 4:52 |

## Helyezések
| Slágerlista (1998)                | Legmagasabb helyezés |
| --------------------------------- | -------------------- |
| USA Billboard Hot 100             | 1                    |
| USA Billboard Hot R&B Singles     | 1                    |
| USA Billboard Mainstream Top 40   | 3                    |
| USA Billboard Rhythmic Top 40     | 1                    |
| Ausztrál ARIA kislemezlista       | 3                    |
| Belga (flamand) kislemezlista     | 4                    |
| Belga (vallon) kislemezlista      | 2                    |
| Brit kislemezlista                | 2                    |
| Francia kislemezlista             | 2                    |
| Holland Top 40 kislemezlista      | 1                    |
| Ír kislemezlista                  | 2                    |
| Japán Oricon kislemezlista        | 1                    |
| Kanadai kislemezlista             | 1                    |
| Német kislemezlista               | 5                    |
| Olasz kislemezlista               | 10                   |
| Osztrák kislemezlista             | 6                    |
| Svájci kislemezlista              | 3                    |
| Svéd kislemezlista                | 3                    |
| Új-zélandi kislemezlista          | 1                    |
| Nemzetközi egyesített slágerlista | 1                    |